# Caselle Lurani
Caselle Lurani é uma comuna italiana da região da Lombardia, província de Lodi, com cerca de 2.244 habitantes. Estende-se por uma área de 7 km², tendo uma densidade populacional de 321 hab/km².
Faz fronteira com Bascapè (PV), Casaletto Lodigiano, Salerano sul Lambro, Castiraga Vidardo, Valera Fratta, Marudo. Esta comuna se acha na fronteira entre as duas Províncias de Lodi e Pavia.

## História
Esta comuna pertenceu à Família Visconti de Milão, que a deu à Família Trivulzio no século XIV, que a passaram à Família Lurani. Desta ultima família a communa pega o seu nome.

## Demografia
| Variação demográfica do município entre 1861 e 2011                               |
|                                                                                   |
| Fonte: Istituto Nazionale di Statistica (ISTAT) - Elaboração gráfica da Wikipedia |

## Cultura
Os monumentos da cidade são: o castelo, que a partir da segunda parte do século XVII pegou o nome de Palácio Lurani; a igreja paróquial dedicada à Santa Catarina; a igreja do bairro Calvenzano, dedicada ao nascimento de Maria.

## Economia
A economia da cidade é, pricipalmente, baseada na agricultura, mesmo se tem pequenas industrias artesanais. Mutos habintantes vão trab alhar em Milão.